# 白米山古墳
白米山古墳（日语：／ Shirageyamakofun）是位於日本京都府與謝郡與謝野町後野的一座前方後圓墳，日本國史跡。

## 概要
古墳位於京都府北部，丹後半島南部加悅谷東面的丘陵。昭和初期時，古墳首次被發現。1987年4月15日，古墳獲指定為京都府指定史跡。1993年，京都府埋藏文化財調查研究中心對隣接於古墳的白米山北古墳展開考古調查，1996年至1999年，加悦町教育委員會對古墳展開範圍確認考古調查，奈良女子大學則在1998年對隣接於古墳的白米山西古墳群展開考古調查。2002年，古墳獲指定為日本國史跡。。
古墳是前方後圓墳，前方部分朝北。墳丘有兩層，長約90米，在加悅谷地區來說僅次於以北約1.5公里外的蛭子山1號墳（145米）。墳丘斜面有葺石，路堤部分則鋪有圓形鵝卵石，未見有埴輪。後圓部分中央的墓室內建有豎穴式石室一座、土壙墓兩座和木棺直葬一處等等，但是由於尚未展開調查，詳情不明。
從出土土器等推測，古墳建於古墳時代前期中葉（約4世紀）。在丹後地方，被稱為「日本海三大古墳」的蛭子山1號墳、神明山古墳（京丹後市丹後町宮）和網野銚子山古墳（京丹後市網野町網野）均建於古墳時代前期後半，均早于本古墳，本古墳建成时乃丹後地方規模最大的古墳，在当时日本全國來說也是數一數二。另外，古墳亦被認為是日本海方面歷史最悠久的前方後圓墳，對於研究丹後地方的前方後圓墳的影響來說非常重要。

## 規模
古墳規模如下。
- 墳丘長：90米
- 後圓部分：兩層。
  - 直徑：54米
  - 高：7.5米
- 前方部分：兩層。
  - 寬：32米
  - 高：5米

墳丘的第一層天然地基，第二層為人工加上的盛土。

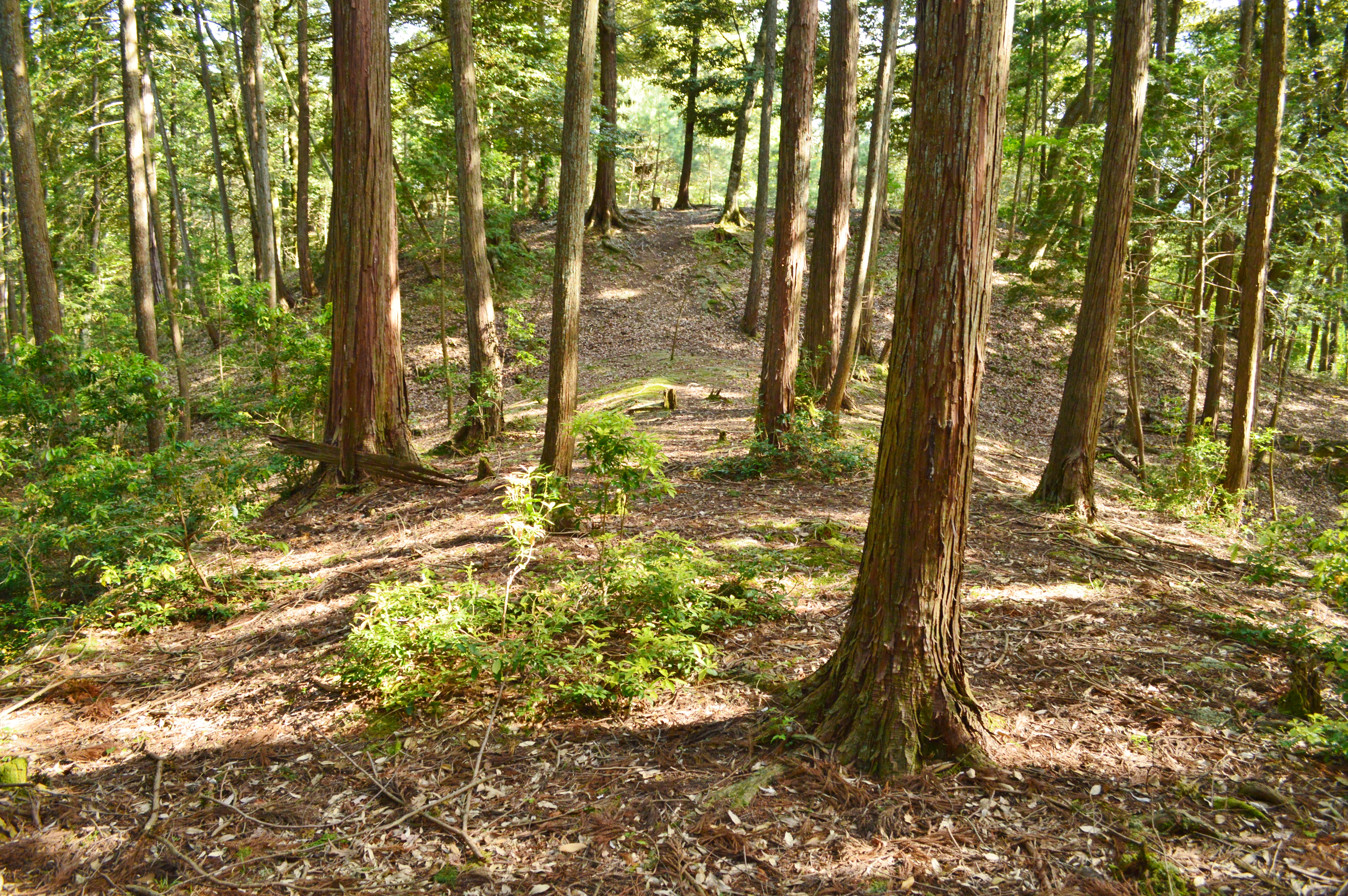
从前方部望向后圆部
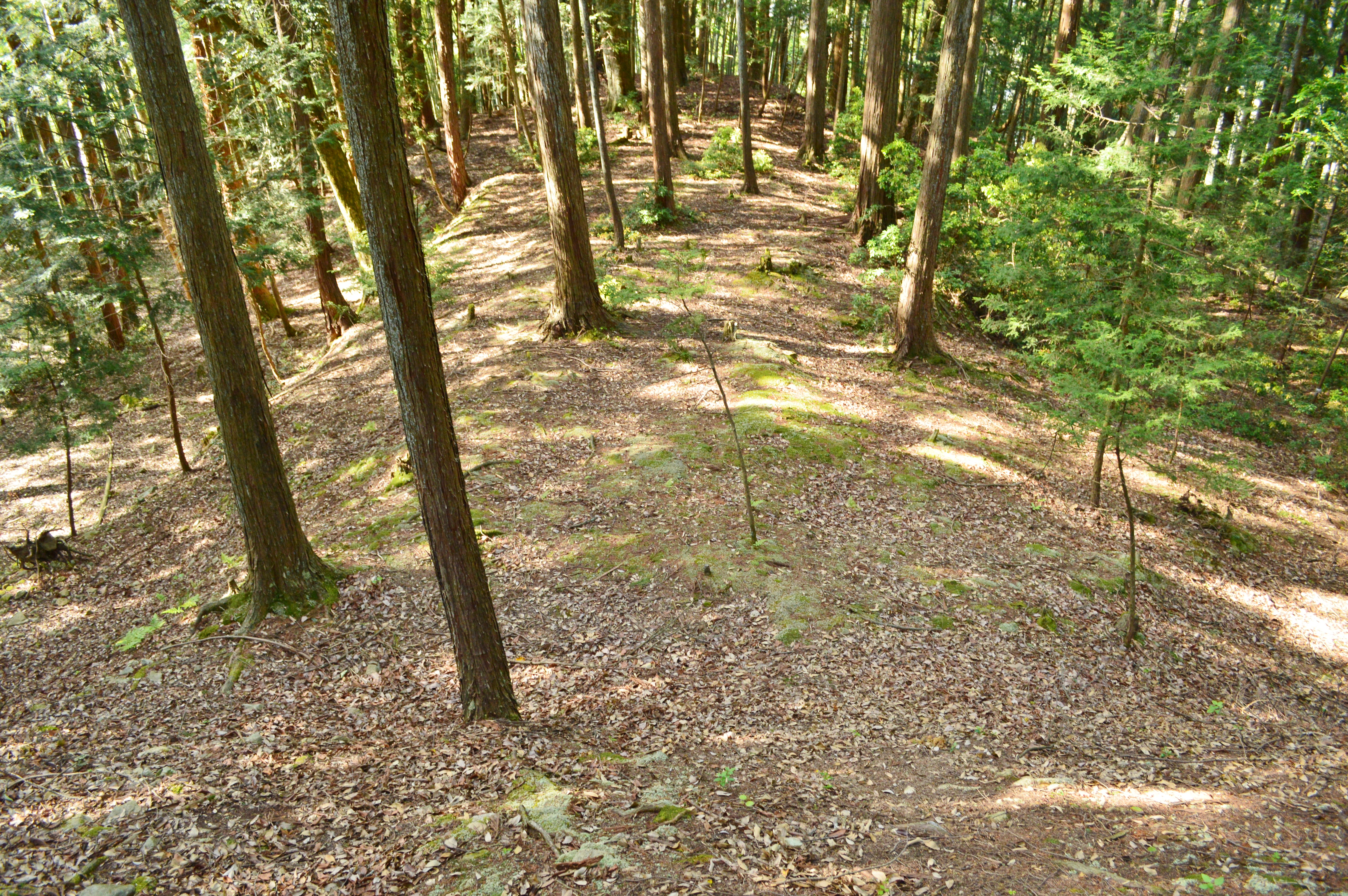
从后圆部望向前方部

## 墓室

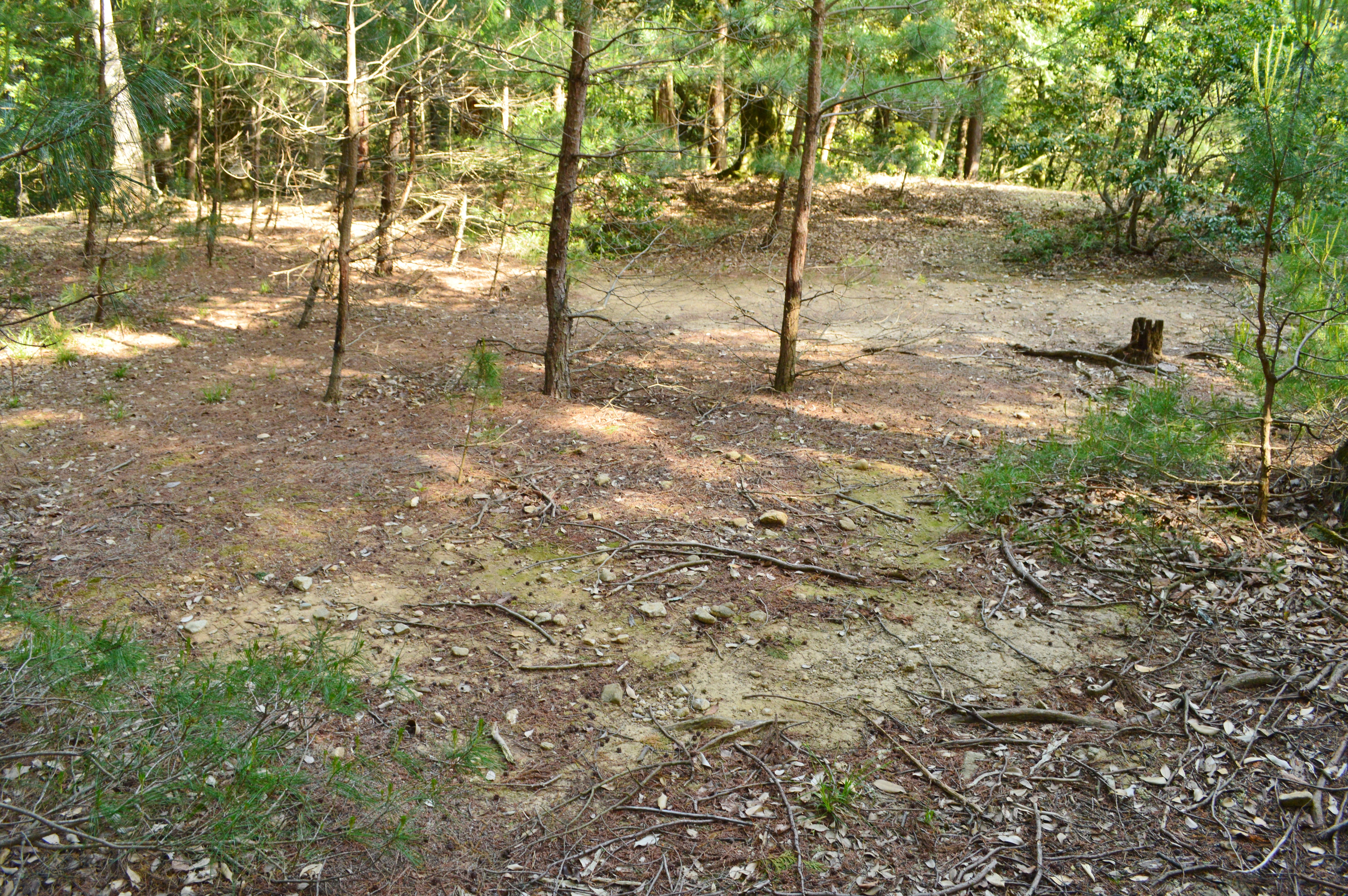
後圓部分墳頂

後圓部分中央的墓室內建有豎穴式石室一座、土壙墓兩座和木棺直葬一處等等，但是由於尚未展開調查，詳情不明。豎穴式石室橫置於墳丘內，長約4米，另有6塊天井石。在石室周圍亦發現了樁杭列和柱穴列。
另外，在盛土部分發現了豎穴式小石槨兩座和石棺直葬一處，並未有發現到陪葬品，古墳周邊建有兩座方形周溝墓（出土了刀子一把），溝內部分則是割竹形木棺直葬一處（出土了刨一個）、木蓋土壙墓一座和土壙墓三座。

## 周邊古墳
古墳的後圓部分以西的四座古墳被統稱為白米山西古墳群。其中1號墳和2號墳在1998年時展開了考古調查。1號墳屬於小型方墳。主體部分為割竹形木棺直葬。出土了鐵斧一把。而2號墳至4號墳則是半圓形的台狀墓。主體部分為割竹形木棺直葬。
另外，古墳的前方部分以西是白米山北古墳，以東則是白米山東古墳。
以上的古墳的入葬者被認為與白米山古墳的入葬者屬於同一團體。

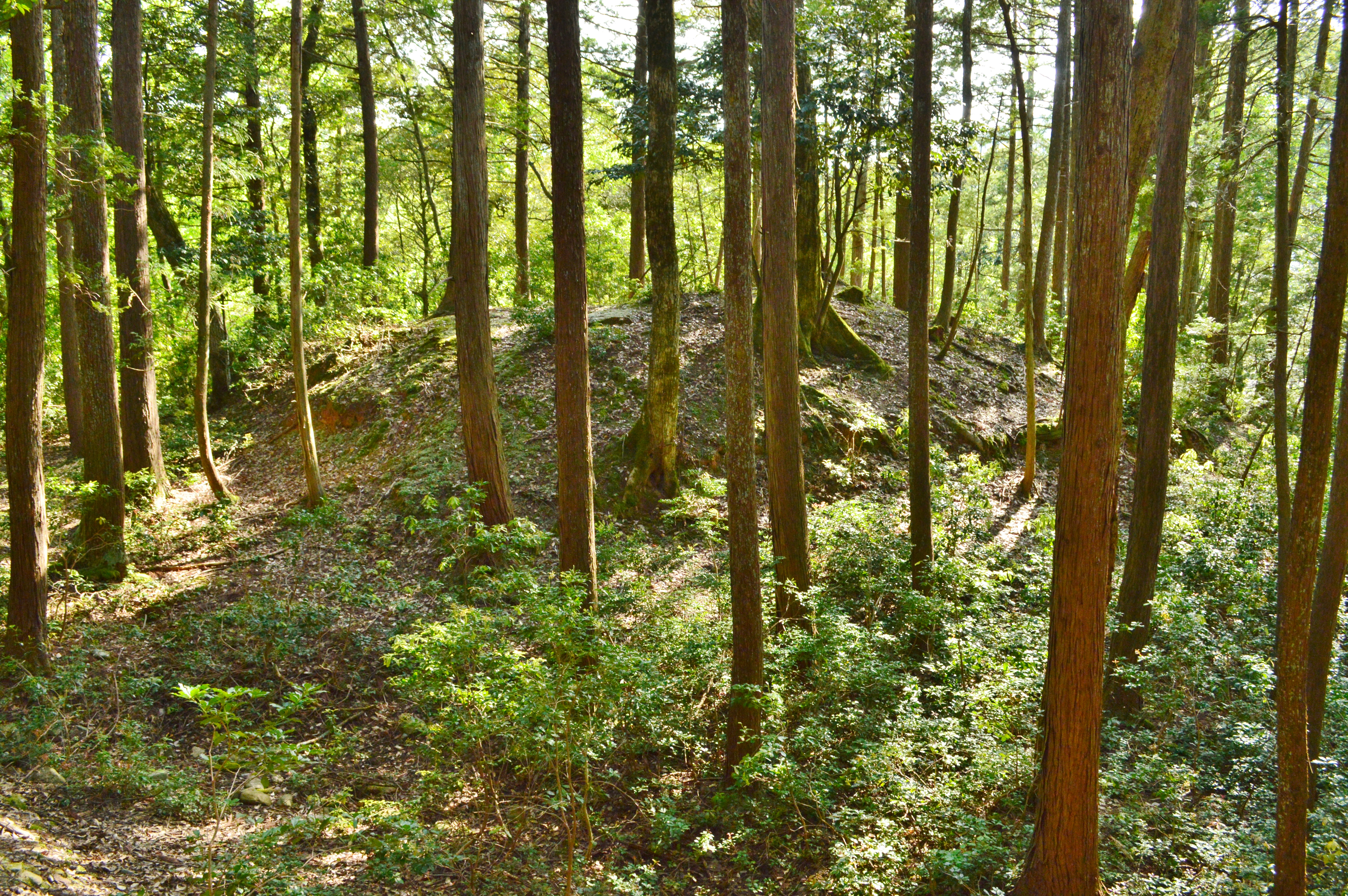
白米山西1號墳
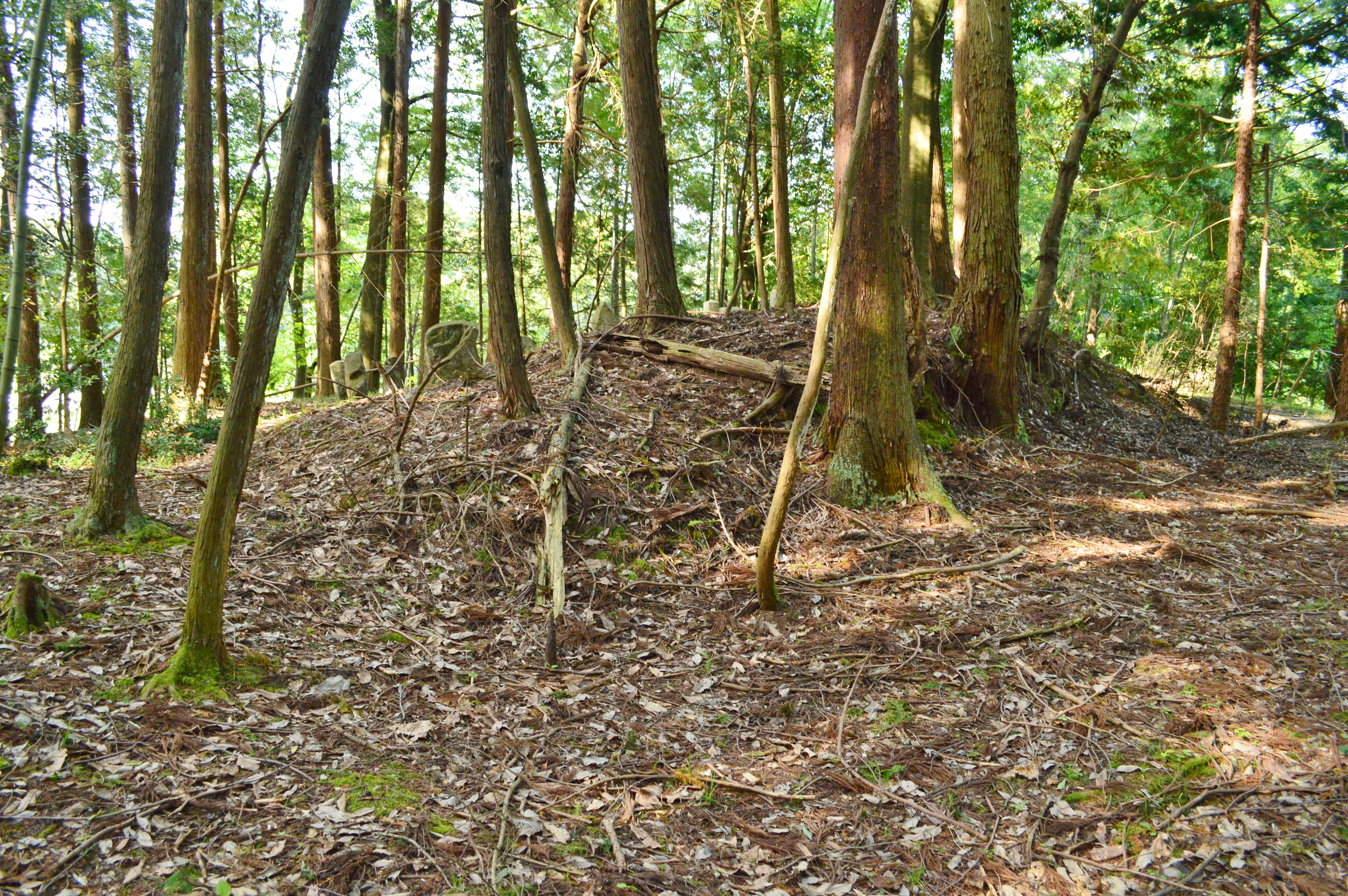
白米山東古墳

## 文化財

### 日本國史跡
- 白米山古墳，2002年3月19日指定[2]。